# 消費生活
消費生活（しょうひせいかつ）とは、経済学用語の一つ。人間が生活を行っていく中で、商品を購入してそれを消費するという部分のことをいう。
この消費生活というのは時代や場所が異なるならば共に大きく異なってくるような事柄である。
たとえば社会においての科学技術の発展などから、より良い製品を提供できるようになったり、より安く製品を提供できるようになったならば、それだけ人々の消費生活の質が向上するということになる。
他には消費生活というのはどのような人物であるかということからも内容が異なってくるということであり、同時代に同じ地域に住んでいる人間であっても、高収入の人間であったならば、それだけ多額の費用がかけられた消費生活が過ごせるということになるわけであるから、現在の自身が置かれている社会的地位も消費生活の内容の要素となるわけである。